# (38387) 1999 RB184
1999 RB184 (asteroide 38387) é um asteroide da cintura principal. Possui uma excentricidade de 0.05498070 e uma inclinação de 3.07511º.
Este asteroide foi descoberto no dia 9 de setembro de 1999 por LINEAR em Socorro.